# Cerotoma facialis
Cerotoma facialis es un coleóptero de la familia Chrysomelidae.
Fue descrita científicamente en 1847 por Erichson.